# 納莫盧克環礁

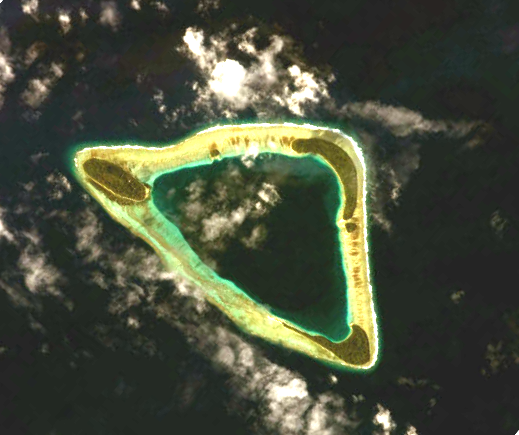

納莫盧克環礁是西太平洋島國密克羅尼西亞聯邦丘克州的環礁，屬於加羅林群島的一部分，位於埃塔爾環礁西北約50公里，由5個島嶼組成，長6.2公里、寬3.8公里，土地面積0.8平方公里，潟湖面積7.7平方公里，2000年人口407。

## 外部連結
- Report of the German South Pacific Expedition 1908-1910
- Polynesia-Micronesia Biodiversity Hotspot （页面存档备份，存于）

5°55′22″N 153°07′01″E / 5.9229°N 153.1169°E